# Championnats du monde de slalom (canoë-kayak) 1977
Navigation
Championnats du monde de slalom 1975 Championnats du monde de slalom 1979
Les 15e Championnats du monde de slalom en canoë-kayak  se sont déroulés en 1977 à Spittal en Autriche pour la troisième fois sous l'égide de la Fédération internationale de canoë.
Spittal a déjà accueilli les championnats en 1963 et 1965.

Un record de dix pays ont remporté des médailles à ces championnats, y compris pour la première fois pour l'Australie.

## Podiums

### Hommes

#### Canoë
| Épreuve        | Or | Points | Argent                                                                                    | Points | Bronze                                                                                            | Points |
| C-1            | Peter Sodomka (TCH)                                                                                             |        | Peter Massalski (GDR)                                                                     |        | Karel Tresnak (TCH)                                                                               |        |
| C-1 par équipe | Allemagne de l'Est Reinhard Eiben Peter Massalski Lutz Körner                                                   |        | Allemagne de l'Ouest Dietmar Moos Ernst Libuda Walter Horn                                |        | Tchécoslovaquie Jaroslav Radil Karel Třešňák Petr Sodomka                                         |        |
| C-2            | Allemagne de l'Est Walter Hofmann Jürgen Kalbitz                                                                |        | Tchécoslovaquie Miroslav Nedved Pavel Schwarc                                             |        | Allemagne de l'Est Michael Berek Frank Kretschmer                                                 |        |
| C-2 par équipe | Tchécoslovaquie Jiří Benhák & Ladislav Benhák Radomír Halfar & Svetomír Kmošťák Miroslav Nedvěd & Pavel Schwarc |        | Suisse Martin Wyss & Roland Wyss Matthias Hirsch & Manfred Walter Jiří Krejza & Jan Karel |        | Pologne Jan Frączek & Ryszard Seruga Wojciech Kudlik & Jerzy Jeż Zbigniew Leśniak & Maciej Rychta |        |

#### Kayak
| Épreuve        | Or                                                          | Points | Argent                                                   | Points | Bronze                                                         | Points |
| K-1            | Albert Kerr (GBR)                                           |        | Dieter Förstl (FRG)                                      |        | Norbert Sattler (AUT)                                          |        |
| K-1 par équipe | France Jean-Yves Prigent Bernard Renault Christian Frossard |        | Autriche Eduard Wolffhardt Norbert Sattler Peter Fauster |        | Pologne Wojciech Gawroński Jerzy Stanuch Kazimierz Gawlikowski |        |

### Mixte

#### Canoë
| Épreuve | Or                                     | Points | Argent                               | Points | Bronze                       | Points |
| C-2     | États-Unis Mariette Gillman Chuck Lyda |        | États-Unis Linda Aponte John Kennedy |        | Australie Kim Purdy John Dry |        |

### Femmes

#### Kayak
| Epreuve        | Or                                                | Points | Argent                                                      | Points | Bronze                                              | Points |
| K-1            | Angelika Bahmann (GDR)                            |        | Petra Krol (GDR)                                            |        | Linda Harrison (USA)                                |        |
| K-1 par équipe | Suisse Elisabeth Käser Kathrin Weiss Claire Costa |        | Allemagne de l'Est Angelika Bahmann Birgit Feydt Petra Krol |        | États-Unis Cathy Hearn Jean Campbell Linda Harrison |        |

## Tableau des médailles
| Rang  | Nation               | Or | Argent | Bronze | Total |
| ----- | -------------------- | -- | ------ | ------ | ----- |
| 1     | Allemagne de l'Est   | 3  | 3      | 1      | 7     |
| 2     | Tchécoslovaquie      | 2  | 1      | 2      | 5     |
| 3     | États-Unis           | 1  | 1      | 2      | 4     |
| 4     | Suisse               | 1  | 1      | 0      | 2     |
| 5     | France               | 1  | 0      | 0      | 1     |
| 6     | Grande-Bretagne      | 1  | 0      | 0      | 1     |
| 7     | Allemagne de l'Ouest | 0  | 2      | 0      | 2     |
| 8     | Autriche             | 0  | 1      | 1      | 2     |
| 9     | Pologne              | 0  | 0      | 2      | 2     |
| 10    | Australie            | 0  | 0      | 1      | 1     |
| Total | Total                | 9  | 9      | 9      | 27    |